# 維特費爾特角
維特費爾特角是南極洲的海岬，位於葛拉漢地西岸，是巴里拉里灣的西南部，處於沃韋格角東南面，該海岬以挪威的滑雪先驅命名。
65°59′S 64°44′W / 65.983°S 64.733°W